# Витуле
Витуле (укр. Витуле) — село в Любешовской поселковой общине Камень-Каширского района Волынской области Украины.
До 2020 года входило в Любешовский район.
Код КОАТУУ — 0723181202. Население по переписи 2001 года составляет 311 человек. Почтовый индекс — 44240. Телефонный код — 3362. Занимает площадь 0,067 км².